# 横内要
横内 要（よこうち かなめ、1908年（明治41年）5月25日 - 没年不明）は、日本の政治家。山梨県韮崎市長（4期）。山梨県知事の横内正明と元韮崎市長の横内公明の父。

## 来歴
1927年甲府市立商業学校（現・甲府市立甲府商業高等学校）卒。1937年北巨摩郡竜岡村会議員に当選。1955年山梨県議会議長に当選。県議会議長も務めた。1962年韮崎市長に当選。市長を4期16年務め、1977年に自治大臣表彰を受ける。翌1978年に韮崎市長を退任。退任後、市から名誉市民を贈られた。